# Odontocera malleri
Odontocera malleri là một loài bọ cánh cứng trong họ Cerambycidae.